# Ian Bannen
Ian Bannen (Airdrie, North Lanarkshire, 29 de juny de 1928 − Knockies Straight, prop del Loch Ness, 3 de novembre de 1999) va ser un actor escocès. Va ser el primer actor escocès a ser proposat per l'Oscar al millor actor secundari per la seva interpretació de "Ratbags" Crow a El vol del fènix (1965).

## Biografia
Ian Bannen va néixer el 28 de juny de 1928 a Airdrie (North Lanarkshire). Va ser alumne del Radcliffe College, Leicestershire i als 19 anys, puja per primera vegada a l'escenari en ocasió d'una representació d'Armlet of Jade  a Dublín. Després d'haver servit en l'exèrcit britànic a Egipte s'investeix en la professió d'actor fins a unir-se al començament dels anys cinquanta a la prestigiosa Royal Shakespeare Company. Mentre Bannen es fa un nom al teatre anglès, sobretot interpretant Shakespeare i Eugene O'Neill. Comença una carrera cinematogràfica per als estudis Ealing.
En principi figurant, accedeix a poc a poc a papers més consistents, i és assidu de les pel·lícules produïdes pels germans Boulting. El 1965, el públic es fixa en ell per dues pel·lícules hollywoodienques majors: The Hill de Sidney Lumet, drama intens sobre un camp de presoners a l'Àfrica durant la Segona Guerra Mundial, i El vol del fènix de Robert Aldrich, que explica els esforços d'un grup d'homes per sobreviure al desert després de l'aterratge forçós del seu avió. Aquesta última pel·lícula posa en escena una galeria d'actors importants de l'època, però és Ian Bannen, en el seu paper de mecànic burleta, qui serà proposat per a l'Oscar al millor actor secundari. Es convertirà en el primer actor escocès amb  aquesta distinció.
Sempre actiu, Bannen serà de nou proposat per als BAFTA per a Esperança i glòria el 1987, i un gran èxit inesperat al paper principal de Waking Ned (1998), amb David Kelly. El 1996, rep un BAFTA per al conjunt de la seva carrera. Casat el 1978 amb Marilyn Salisbury, veterinaria, es quedarà al seu costats fins a la mort de l'actor en un accident de cotxe a Escòcia el novembre de 1999. La seva esposa se n'escaparà amb ferides menors.
Després d'haver deixat el rodatge de  Diumenge, maleït diumenge, drama polèmic de John Schlesinger, l'èxit de l'actor baixa una mica. Però dona sempre interpretacions destacables, en particular en papers secundaris, com a El delicte (1973) sota la direcció de Lumet on el seu personatge de sospitós abatut per un policía li suposa ser proposat pel BAFTA al millor actor secundari i el 1975, és un competidor al western de Richard Brooks, Mossega la bala. Actiu també a la televisió, Ian interpreta el 1979 Jim Prideaux, espia traït que es converteix en mestre d'escola a la prestigiosa adaptació televisiva amb Alec Guinness de Tinker Tailor Soldier Spy (TV) tret del best seller de John le Carré.
Un dels papers més populars d'Ian Bannen és sens dubte el doctor Alexander Cameron en la sèrie escocesa dels anys 1990 Doctor Finlay  que posa en escena la vida quotidiana d'un doctor i dels seus confrares en un petit poble escocès marcat per la fi de la Segona Guerra mundial i els començaments del Nacional Health Service.

## Filmografia
Filmografia
- 1951: Pool of London: Auxiliar de bomber
- 1956: Private's Progress: Soldat ras Horrocks
- 1956: The Long Arm: Obrer
- 1957: The Birthday Present
- 1957: Yangtse Incident: The Story of H.M.S. Amethyst: AB Bannister RN
- 1957: Miracle in Soho: Filippo Gozzi
- 1958: She Didn't Say No!: Peter Howard
- 1958: Una història de dues ciutats (A Tale of Two Cities): Gabelle
- 1958: Behind the Mask: Alan Crabtree
- 1959: Carlton-Browne of the F.O.: Jove Rei Loris
- 1960: A French Mistress: Colin Crane
- 1960: Suspect: Alan Andrews
- 1960: Macbeth de George Schaefer (TV): Macduff
- 1961: An einem Freitag um halb zwölf: Kitson
- 1962: Station Six-Sahara: Fletcher
- 1964: Psyche 59: Paul
- 1965: Mister Moses: Robert
- 1965: The Hill: Harris
- 1965: Rotten to the Core: Tinent Percy Vine
- 1965: El vol del fènix (The Flight of the Phoenix): Crow
- 1966: Penelope: James B. Elcott
- 1967: The Sailor from Gibraltar: Alan
- 1969: Lock Up Your Daughters!: Ramble
- 1970: Too late the hero: Soldat ras Jock Thornton
- 1971: Fright: Brian
- 1971: The Deserter: Cpt. Crawford
- 1972: Doomwatch: Dr. Del Shaw
- 1972: El delicte (The Offence): Kenneth Baxter
- 1973: From Beyond the Grave: Christopher Lowe
- 1973: L'home de Mackintosh (The MacKintosh Man): Slade
- 1974: El viatge (Il viaggio): Antonio Braggi
- 1974: Identikit: Bill
- 1975: Mossega la bala (Bite the Bullet): Sir Harry Norfolk
- 1977: Sweeney!: Charles Baker, MP
- 1978: Quel maledetto treno blindato: Cor. Charles Thomas Buckner
- 1979: Un ombra nell'ombra: El Professor
- 1980: The Watcher in the Woods: John Keller
- 1981: Night Crossing: Josef Keller
- 1981: L'ull de l'agulla (Eye of the Needle): Inspector Godliman
- 1982: Gandhi: policia Fields
- 1983: The Prodigal: Riley Wyndham
- 1983: Gorky Park: Iamskoy
- 1985: Defence of the Realm: Dennis Markham
- 1986: Lamb: Germá benedictí
- 1987: Esperança i glòria (Hope and Glory): Avi George
- 1988: La partita
- 1988: The Courier: McGuigan
- 1989: George's Island: Capità Waters
- 1989: Streghe: Pare Matthew
- 1990: Circles in a Forest
- 1990: Ghost Dad: Sir Edith Moser
- 1990: Creuar la línia (The Big Man): Matt Mason
- 1991: Un piede in paradiso: Luzifer
- 1992: Ferida (Damage): Edward Lloyd
- 1994: A Pin for the Butterfly: Avi
- 1995: Braveheart: pare leprós de Robert Bruce
- 1996: Dead Sea Reels: Pare Jim McKenzie
- 1998: Something to Believe In: Don Pozzi
- 1998: Despertant en Ned (Waking Ned): Jackie O'Shea
- 1999: To Walk with Lions: Terence Adamson
- 2000: Best: Sir Matt Busby
- 2000: The Testimony of Taliesin Jones: Billy Evans

## Premis i nominacions

### Nominacions
- 1966: Oscar al millor actor secundari per El vol del fènix[4]
- 1966: Globus d'Or a la millor nova promesa masculina per El vol del fènix
- 1974: BAFTA al millor actor secundari per El delicte
- 1988: BAFTA al millor actor secundari per Esperança i glòria